# 乔治·芬利
乔治·芬利（英語：George Finlay，1799年12月21日—1875年1月26日）是一名苏格兰历史学家。

## 生平
芬利出生于英格兰肯特郡的法弗舍姆，其父亲约翰·芬利是一名苏格兰人，担任皇家工兵部队的军官。1802年，乔治·芬利的父亲去世后，母亲和叔叔柯克曼·芬利接手了其教育。他对历史的热爱就是受到了母亲的影响。
出于法律原因，他在格拉斯哥大學、哥廷根大学以及爱丁堡大学接受了教育，但却变得对希腊事业充满热情。他在希腊独立战争中追随拜伦勋爵，因此在雅典附近购买了房产。他在那里定居并忙于改善国家的计划，但收效甚微。在许多年里，他都是伦敦《泰晤士报》的特约通讯员。1838年，他被选为美国古文物学会成员。最后在雅典去世。
1843年至1861年间，他的《希腊史》（History of Greece）分章发布，一开始并没有得到应有的认可，但在后来各国，尤其是德国学者都给予了认可。1877年，以《从罗马征服到现在的希腊史》（A History of Greece from the Roman Conquest to the Present Time，前146年－1864年）的名称再次发行。

## 作品
- A History of Greece (From Its Conquest by the Romans to the Present Time, B.C. 146 to A.D. 1864)
  - Greece under the Romans (online)
  - From Its Conquest by the Crusaders to Its Conquest by the Turks (1204 - 1461) (online)
  - Vol V: Greece under Othoman and Venetian domination (online)
  - History of the Greek Revolution  (Vol I and Vol II)